# Potorous gilbertii
El potoro de Gilbert (Potorous gilbertii), a veces denominado canguro rata de Gilbert, es un marsupial de Australia. Se caracteriza por su cara puntiaguda y por el tamaño similar al de un conejo. Vive en una pequeña área costera de sudoeste de la Australia Occidental.
El potoro de Gilbert es uno de los ejemplos más significativos del redescubrimiento de especies que se creían extintas. Observado por primera vez en 1840, fue descrito y nombrado en 1841 como Potorous gilbertii por John Gould en honor al naturalista y explorador inglés John Gilbert,  quien lo descubriese en King George Sound, en la costa sur de Australia Occidental. Después de ello, no existieron avistamientos de la especie durante más de siglo y medio (pese a una búsqueda exhaustiva efectuada en los años setenta) razón por la que durante 85 años se le consideró extinta, hasta que "dos raros animales" fueron hallados por la investigadora Elizabeth Sinclair (quien intentaba capturar quokkas para un estudio genético) en la Reserva Natural Two Peoples Bay en 1994. Los análisis posteriores al hallazgo confirmaron que, en efecto, se trataba del redescubrimiento de ejemplares del enigmático animal.
Hoy por hoy, el potoro de Gilbert es uno de los mamíferos más raros del mundo. Actualmente la UICN lo clasifica dentro de la categoría de especie en peligro crítico de extinción. Se estima su población es de unos 40 individuos, aunque se ha tenido éxito en su programa de reproducción.

## Hábitat y dieta

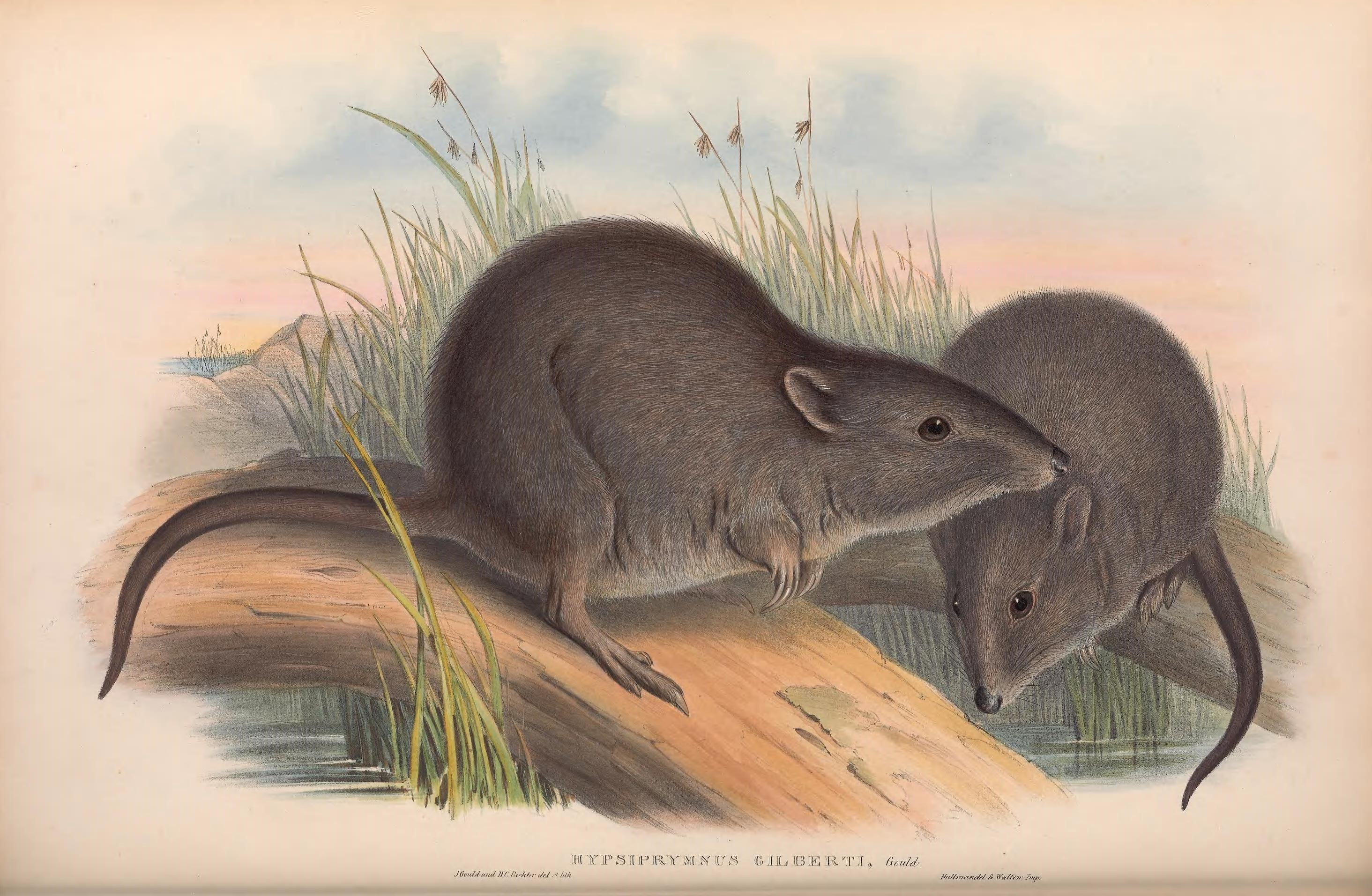
Potoro de Gilbert.

El potoro de Gilbert vive debajo de arbustos y matorrales espesos. Es de hábitos nocturnos y durante el día se esconde bajo la vegetación. Su dieta consiste de múltiples variedades de trufas y hongos. Australia posee una gran variedad de trufas.
El potoro de Gilbert posee tres afiladas garras en sus patas que le ayudan a cavar y extraer trufas del terreno. Luego de su digestión, el potoro ayuda en la distribución de las esporas, ya que las esporas germinan de sus heces.